# سوآلوکا
سوآلوکا (به لاتین: Soaloka) یک منطقهٔ مسکونی در ماداگاسکار است که در منابه واقع شده‌است. سوآلوکا ۴٬۰۰۰ نفر جمعیت دارد و ۱۶۳ متر بالاتر از سطح دریا واقع شده‌است.